# آرون لینچ (نویسنده)
آرون لینچ (انگلیسی: Aaron Lynch; ۱۸ فوریهٔ ۱۹۵۷ – ۱۴ نوامبر ۲۰۰۵) فیلسوف، و ریاضی‌دان بود. او یک نویسنده آمریکایی بود که بیشتر به خاطر کتابش با عنوان سرایت فکر: چگونه باور در جامعه گسترش می‌یابد شناخته می‌شود.